# ملخ‌میوه‌ها
مَلَخ‌میوه‌ها (نام علمی: Acridocarpus) نام یک سرده از خانواده مالپیگیان است.